# Карре, Леон
Леон Жорж Жан-Батист Карре (фр. Léon Georges Jean-Baptiste Carré; 23 июня 1878, Гранвиль — 2 декабря 1942, Алжир) — французский художник-ориенталист, иллюстратор.

## Биография
Родился в 1878 году в Гранвиле, департамент Манш. Учился живописи сперва в Ренне, а затем в Париже, в Высшей школе изящных искусств под руководством Леона Бонна и Люка Оливье Мерсона. В 1900 году дебютировал на Салоне французских художников, в дальнейшем эпизодически выставлялся на Салоне национального общества изящных искусств, Салоне независимых и Осеннем салоне.
В начале карьеры писал жанровые сцены из жизни парижских улиц. В 1905 году отправился в Алжир. Уже одна из первых ориентальных работ Карре, «Арабский рынок», принесла ему в том же году премию «Шеванар». В дальнейшем он был второй раз награждён этой премией, а в 1909 году получил основанную в 1907 году Премию Абд-эль-Тиф — аналог Римской премии, получение которой давало право на длительную бесплатную образовательную поездку во Французский Алжир с проживанием на вилле Абд-эль-Тиф и обучением в основанной французами Академии изящных искусств Алжира.
В 1911 году Карре большую часть года провёл в Испании, однако в целом с начала 1910-х годов жил в основном в Алжире. Работая маслом, гуашью и пастелью, Карре создал множество ориентальных сцен в Магрибе (Алжире, Тунисе, Марокко) и жанровых сцен в Испании.
В Алжире работал как художник-декоратор, создал туристические плакаты, а также эскизы почтовых марок для Банка Алжира.
Леон Карре наиболее известен большим циклом иллюстраций к роскошному 12-томному изданию сборника сказок «Тысяча и одна ночь», выпущенному в в 1926—1932 годах парижским издателем и переводчиком Жозефом Шарлем Мардрюсом, которое широко рассматривается как один из выдающихся примеров французской полиграфии.
Карре был женат на художнице Анне-Марии «Кэтти» Ледерер (Кэтти Карре; 1882—1964), художнице-ориенталистке и художнице по фарфору.
В 1936 году Карре стал кавалером ордена Почётного легиона.
Скончался Карре в 1942 году в Алжире.

### Иллюстрации Карре к сборнику сказок «Тысяча и одна ночь»

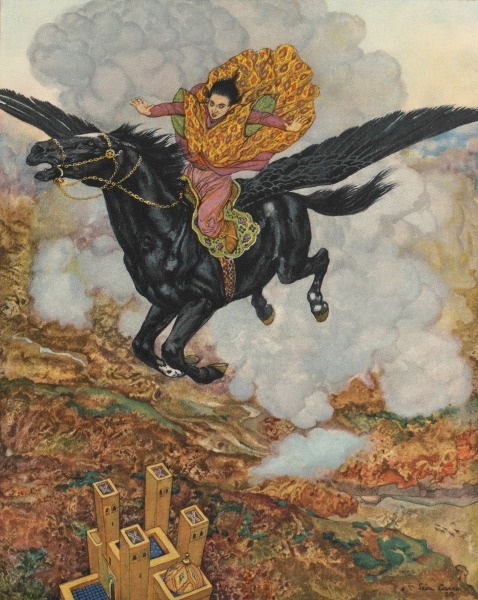
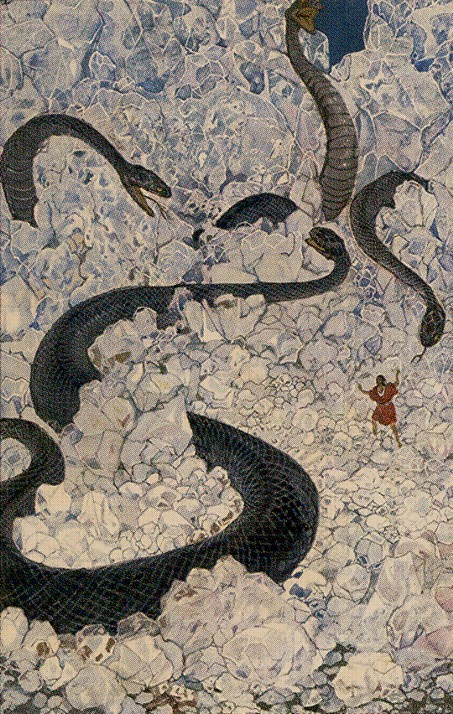
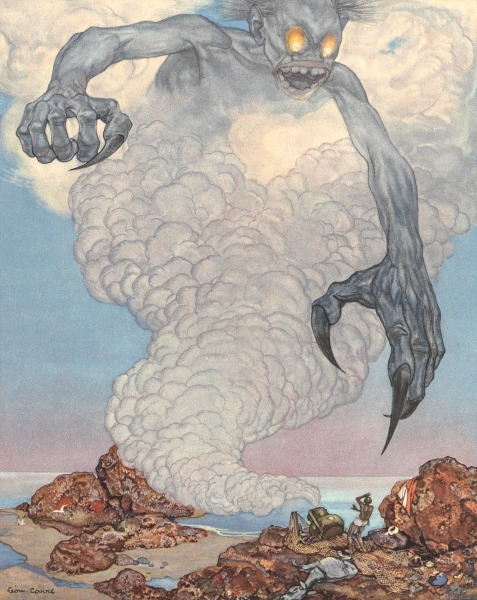
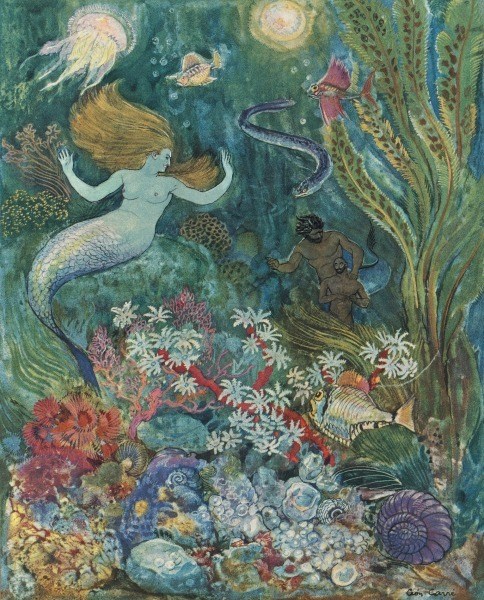
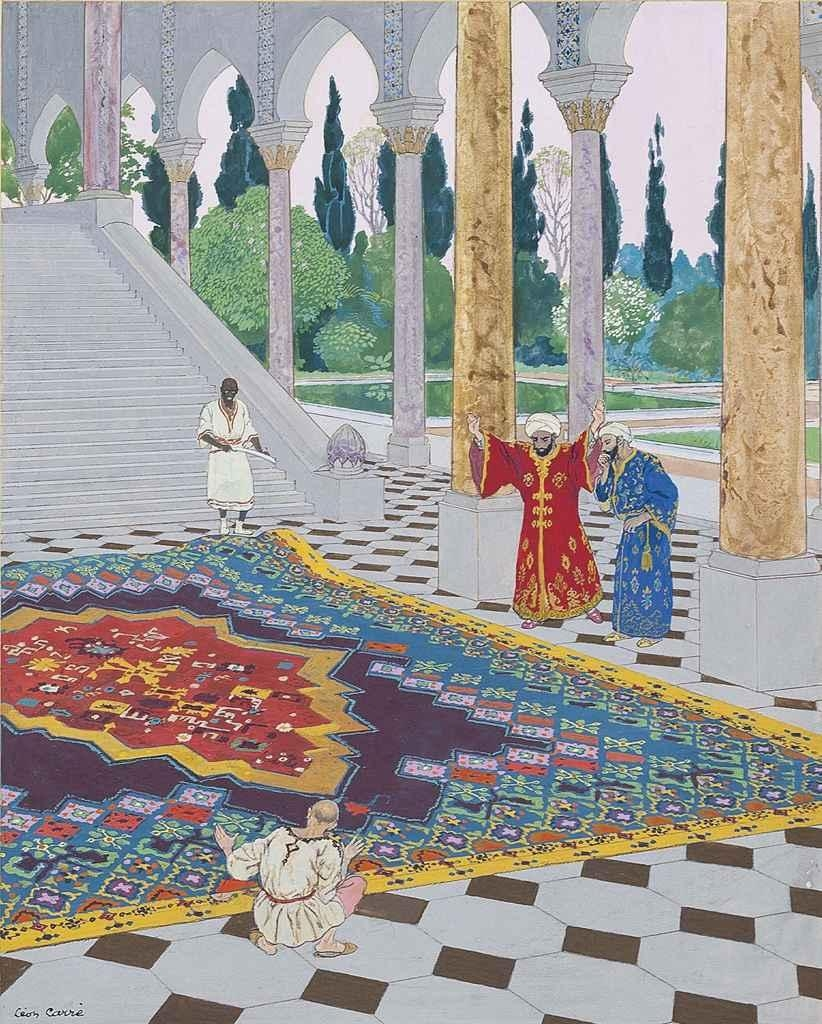
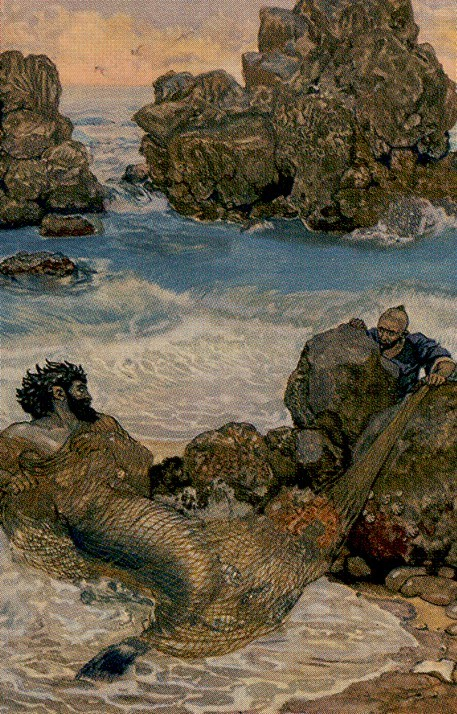
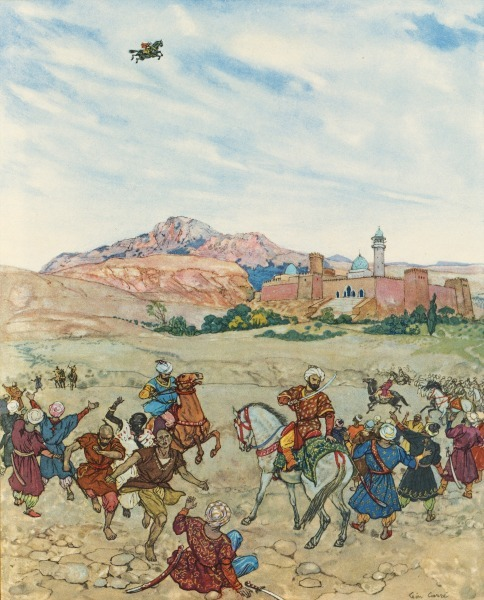
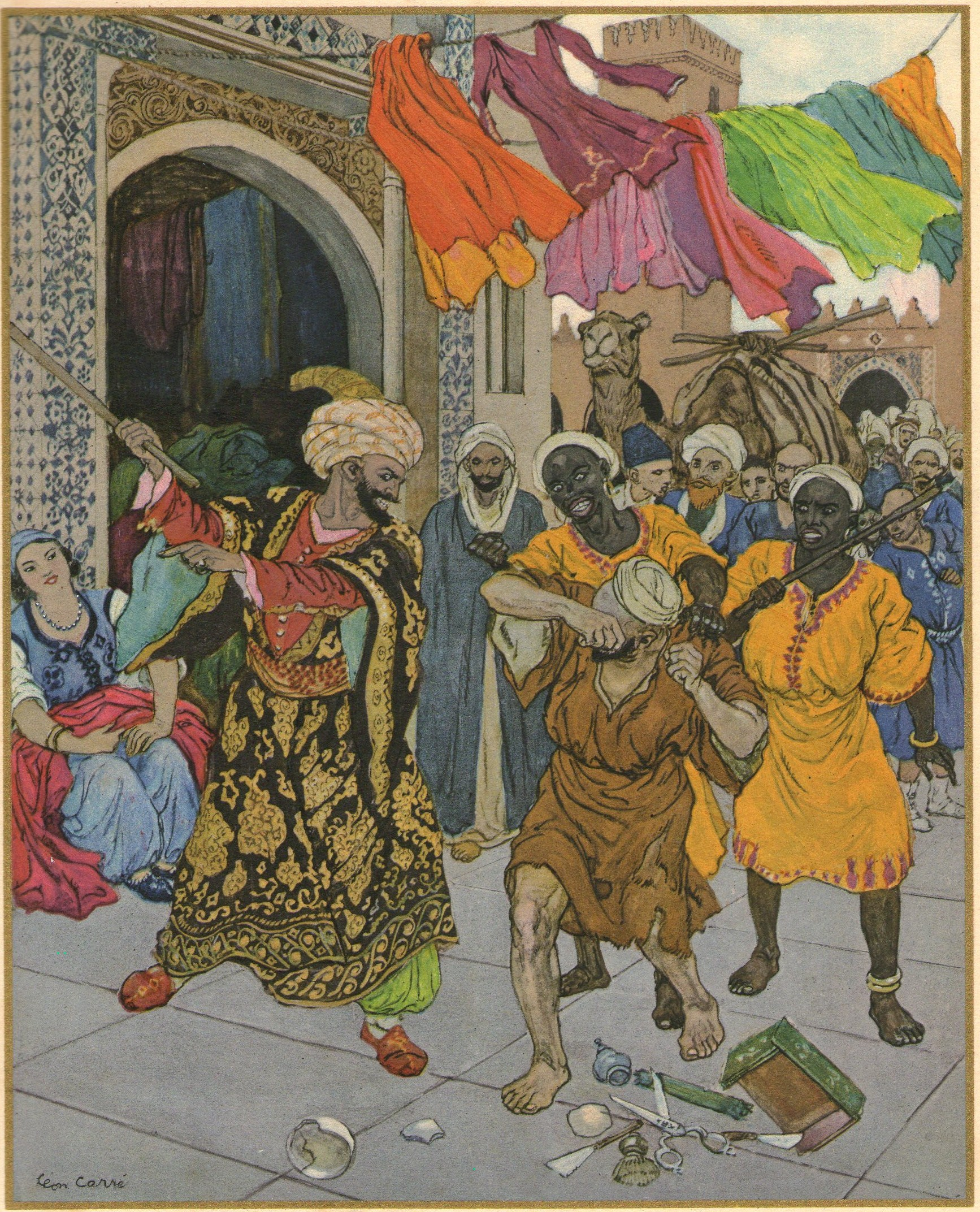

## Галерея

### Другие произведения

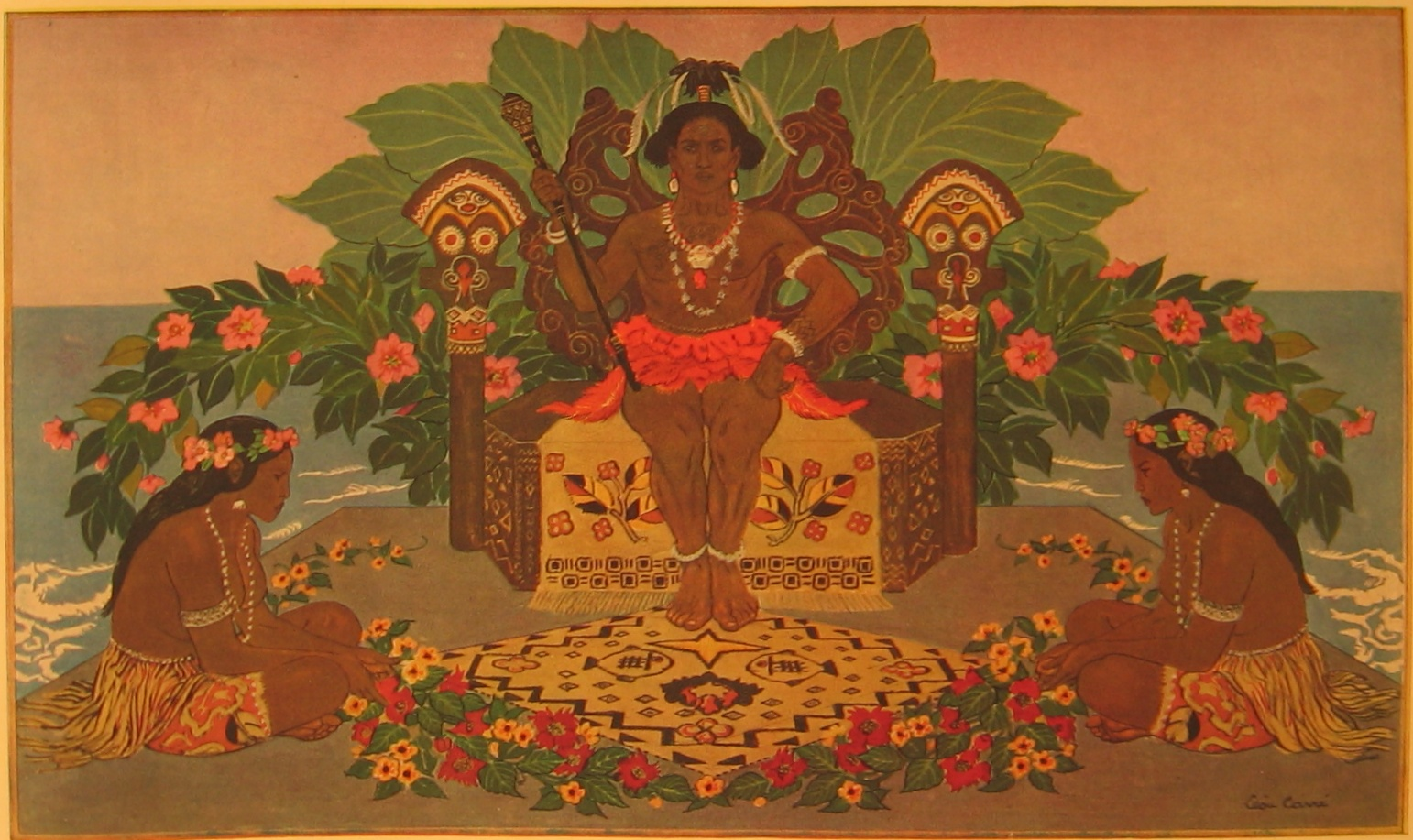
Иллюстрация на полинезийский сюжет
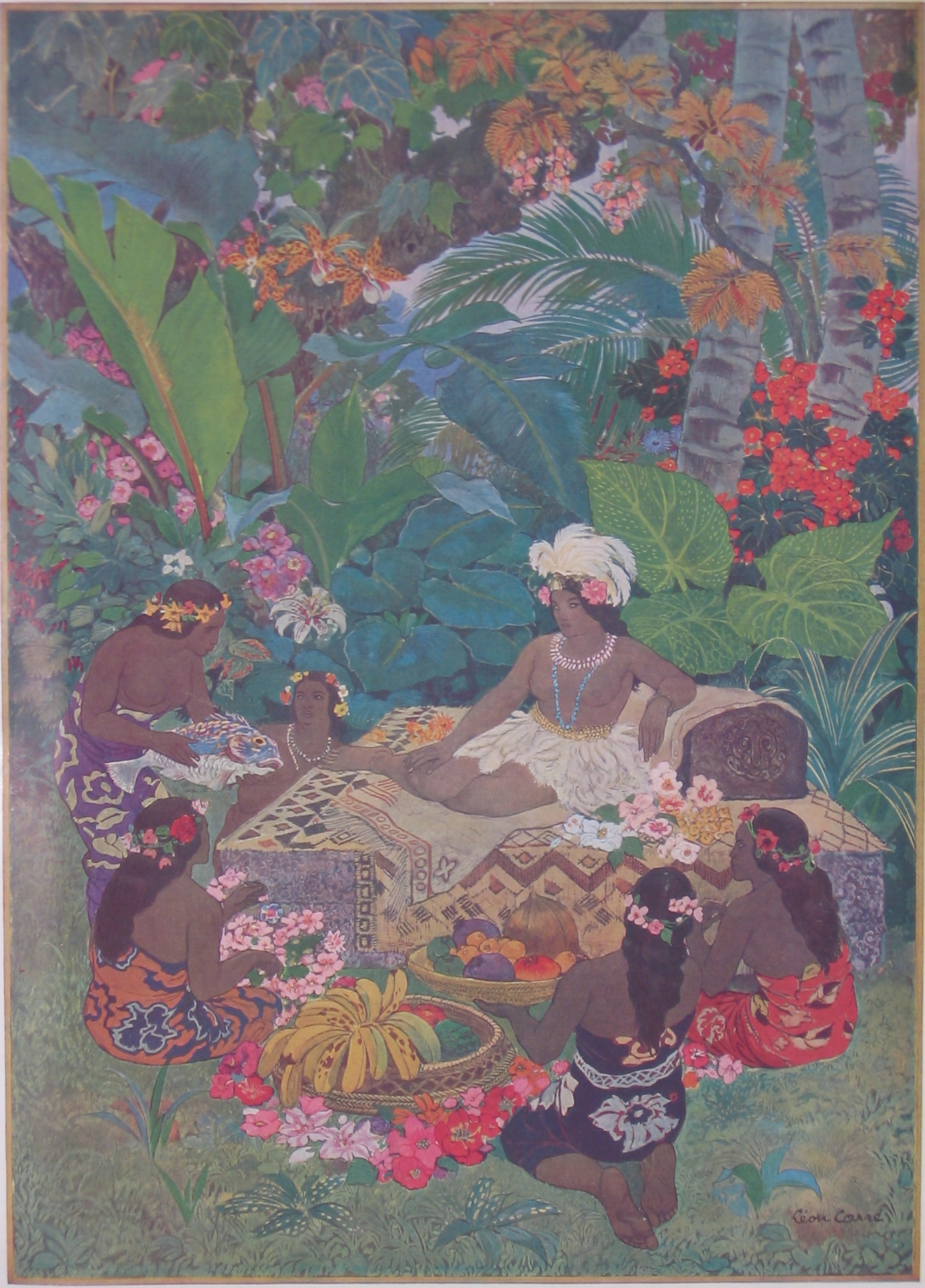
Иллюстрация на полинезийский сюжет
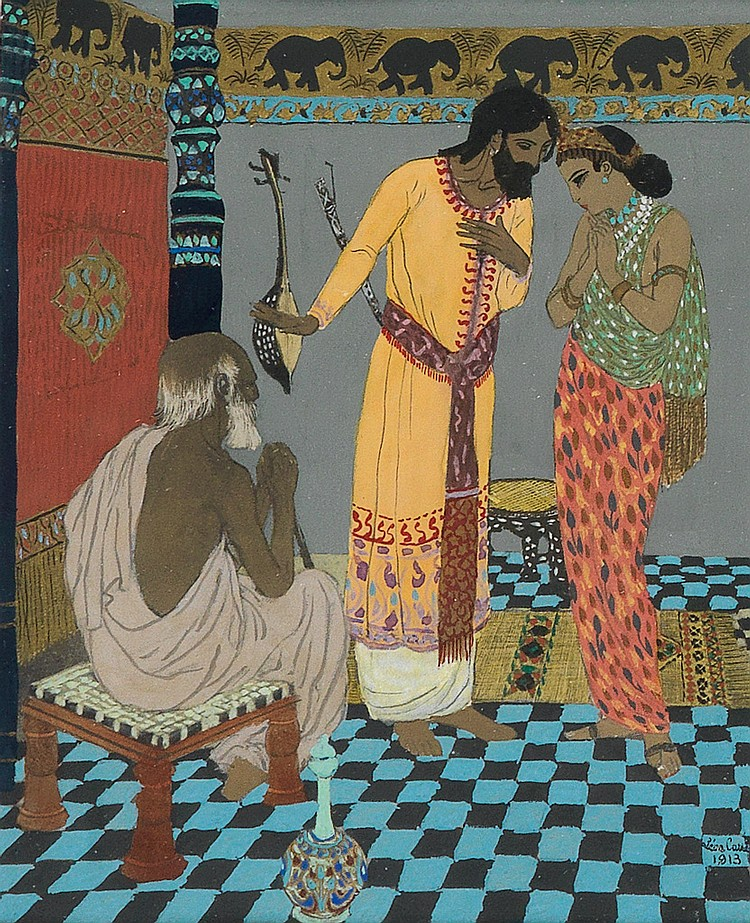
Иллюстрация на индийский сюжет
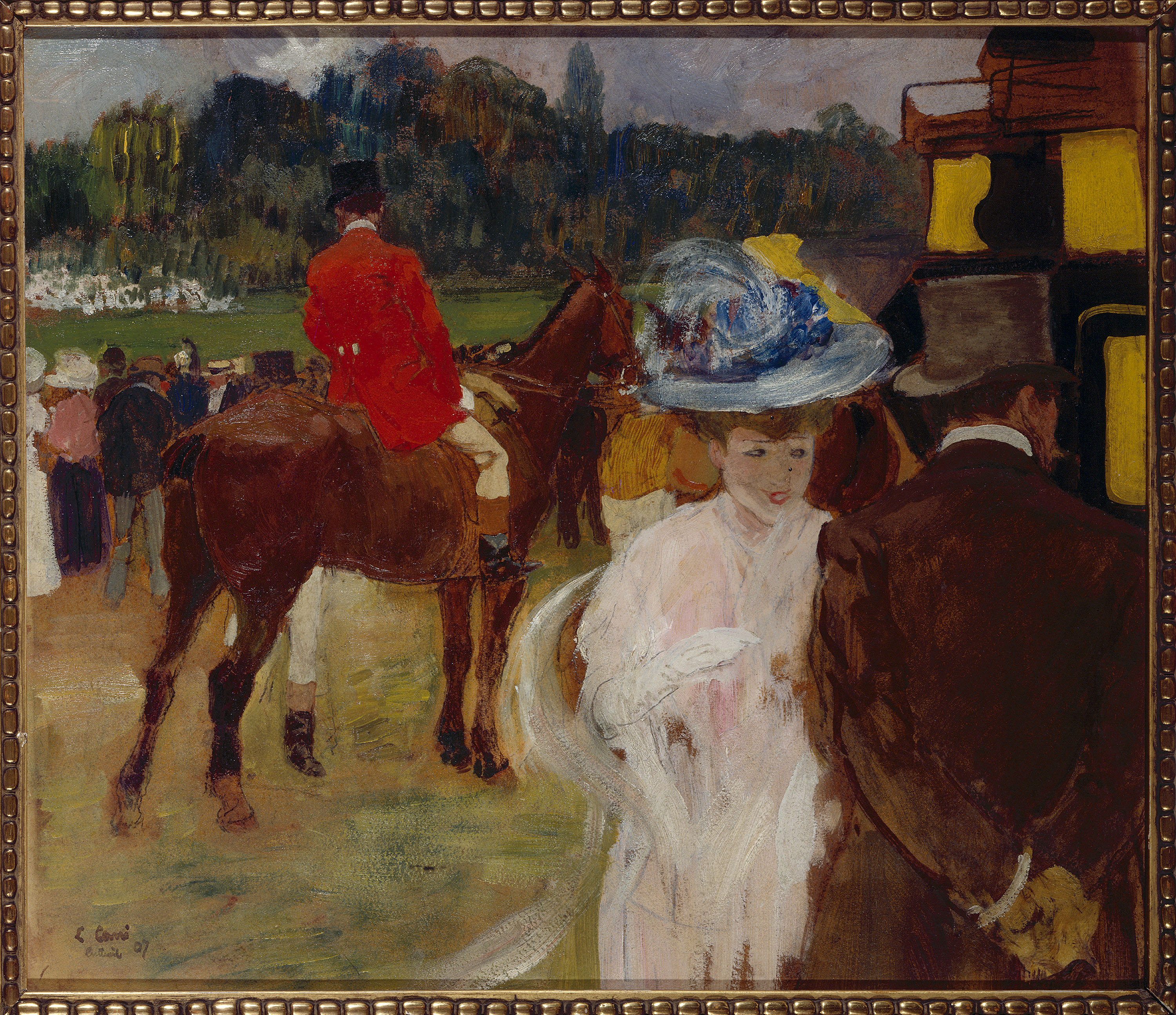
На скачках, 1907, Музей Карнавале